# Khairwadgi, Lingsugur
Khairwadgi là một làng thuộc tehsil Lingsugur, huyện Raichur, bang Karnataka, Ấn Độ.